# Residente (álbum)
Residente (estilizado Residεntә) es el álbum debut como solista del rapero puertorriqueño Residente lanzado el 31 de marzo de 2017, creado luego de que una prueba de ADN reveló que tiene raíces de distintas partes del mundo, lo que le inspiró para visitar tales lugares y grabar con los artistas locales. Las canciones fueron grabadas en Armenia, Burkina Faso, China, Francia, Ghana, Níger y Rusia y producida por Electric Lady Studios, en Nueva York. El álbum cuenta con dos sencillos, «Somos Anormales» y «Desencuentro», de los que también se produjo videos promocionales. Fue considerado por la Revista Rolling Stones dentro de los 50 mejores álbumes del 2017, quedando en el puesto 38 del ranking y siendo el único en español
También produjo un documental y un libro del mismo nombre basados en su viaje. Luego del lanzamiento hará una gira mundial con conciertos en Francia, Alemania, España, Dinamarca, Suiza, Holanda, Argentina, Chile, México y Puerto Rico.

## Antecedentes y producción
Unos pocos años antes del lanzamiento del álbum, Residente se hizo una prueba de ADN que reveló que sus raíces ser remontan a 10 ubicaciones diferentes alrededor del mundo, entre ellas Armenia, Ghana, China y su tierra natal Puerto Rico. Esta diversidad le inspiró a producir lo que más tarde resultaría en un álbum solista, un documental y un libro lanzados a través de Fusion Media Group de Univision Communications bajo el mismo título Residente. Él firmó un acuerdo de producción de cinco años con el sello discográfico.
El álbum fue escrito y grabado en el transcurso de dos años y llevó a Residente a viajar alrededor del mundo a los lugares de donde provienen sus raíces, incluyendo Siberia, Moscú, China, el Cáucaso, Francia, España, Inglaterra, Armenia, Osetia en Georgia, Antigua, Ghana, Burkina Faso y Níger, además de Puerto Rico.
En todos esos lugares trabajó con artistas locales, en su mayoría artistas aficionados o desconocidos, algunos de los cuales pobres o afectados por la guerra. A pesar de esto, Residente rechaza la idea de que sea un álbum de música mundial porque él «quería hacer algo nuevo».  Todos los artistas colaboradores serán pagados por sus regalías. También dijo:

Colaboré con artistas talentosos, artistas que la industria musical no conoce porque no les prestan atención, artistas que hacen música sin esperar algo a cambio, artistas con los que comparto ADN, tal como compartían sus historias conmigo.

En cuanto al sonido en general del álbum, dijo que «a un nivel sonoro no es el [álbum] más orgánico [que jamás haya hecho], sino el más real y preciso. Todos los sonidos son de esos países, los tambores, las voces, todo lo que suena viene de ese lugar».
Partes de la preproducción y postproducción del álbum se realizaron en Loisaida Center de la ciudad de Nueva York. Residente también trabajó en Electric Lady Studios en West Village.
El álbum trata de temas como la igualdad y la unidad. Si bien el enfoque inicial de sus viajes era principalmente musical, él se inspiró con las conversaciones para centrarse en el tema de la raza. A pesar de haber sido producido mucho antes de que Donald Trump ganara las elecciones presidenciales de Estados Unidos de 2016, Residente adminte que sus temas podrían relacionarse con el escenario del momento de su lanzamiento: «Creo que... el tema ahora es aún más relevante por lo que está sucediendo con Trump y no solo Trump, porque hay mucho racismo en todo el mundo. [...] Todos venimos del mismo lugar, aunque somos diferentes, somos igualmente diferentes».
Residente tiene la intención de lanzar una versión en inglés del álbum y ya tradujo todas las letras con la ayuda del poeta puertorriqueño Urayoán Noel, profesor asociado de la Universidad de Nueva York. La obra será lanzada dependiendo de la satisfacción de Residente con esta.

## Información de las canciones
Lin-Manuel Miranda, primo lejano de Residente, es artista invitado en la pista de apertura del álbum «Intro ADN/DNA», en la que narra cómo ambos descubrieron su relación. La segunda canción y primer sencillo «Somos anormales» se grabó en Kyzyl, República de Tuvá (Federación rusa), en una estadía de una semana. Kyzyl fue la primera parada de Residente en su viaje alrededor del mundo y de donde proviene el 6% de su ADN. La canción cuenta con actuaciones invitadas de Chirgilchin y se grabó un video en España con John Leguizamo, Leonor Watling, Óscar Jaenada y Juan Diego Botto.
La canción romántica «Desencuentro» cuenta con la participación de la cantante francesa de pop indie SoKo, que relata la historia de dos personas perfectas una para la otra pero que al mismo no hay una correspondencia. En cuanto al incluir la canción en el álbum, Residente dijo que «todo lo que está en mi álbum son cosas que me rodean, y este [amor] también me rodea». Ha sido grabado un video de la canción en el Crémerie-Restaurant Polidor, con las actuaciones de Charlotte Le Bon y Édgar Ramírez.
Durante la grabación de partes de la canción «Guerra» en Nagorno-Karabaj, los militares de Azerbaiyán bombardearon la región, lo que obligó a los músicos a buscar refugio a un lugar más seguro para grabar, en una iglesia en Osetia. Sobre la experiencia Residente dijo:

Fue difícil reunirse con los refugiados de guerra y hablar con ellos. Y eso me tomó un tiempo debido a que tenía que comunicarme con mucha gente que habla sólo un idioma. Por supuesto, la música es nuestro lenguaje universal, pero después de estos viajes, tengo un respeto por la lingüística que nunca había tenido antes

La versión final de la canción incluyen tambores tocados por niños de Osetia del Sur, combinados con una bandura georgiana y un coro checheno.
En China, de donde proviene un 6% de su ADN, trabajó con un grupo de la Ópera de Pekín. Sobre la experiencia, dijo:

[...] en primer lugar, era muy difícil comunicarse porque no podían hablar inglés y en ese momento mi inglés apestaba, y el inglés de mi traductor estaba bien, pero no era como (un) profesor de inglés, así que nos llevó un tiempo llegar allí y traducir primero las letras... del espaól al inglés, y luego del inglés al chino.

Mezcló sus voces con dos órganos, uno de la Iglesia del Temple en Londres y otro del Palacio de la Música Catalana en Barcelona. El trabajo resultante se convirtió en la canción «Apocalíptico», inspirada en la «contaminación asfixiante de Pekín y la yuxtaposición de edificios modernos y un pasado fragmentado».
En África, de donde surge el 10% de su ADN, fue a Burkina Faso, en donde se inspiró en Thomas Sankara para crear «La Sombra», con la colaboración del guitarrista tuareg nigerino Bombino. «Milo» está inspirada en un sueño que tuvo Residente, y la nombró y escribió en honor de su hijo. La canción fue elaborada en Ghana.
La canción de estilo distópico «El Futuro es Nuestro» proyecta un futuro en el que la gente come cucarachas y la luna ya no existe más desde que los terroristas la explotaron. Cuenta con la colaboración de Goran Bregović y su banda de metales. «Dagombas en Tamale» presenta cantantes tribales dagombas de Ghana y «celebra el espíritu de los sin dinero». La canción final «Hijos del Cañaveral» ha sido escrita en Puerto Rico y cuenta con la voz de su hermana ILE.

## Documental
Al mismo tiempo de que se estaba produciendo el álbum se grabó un documental homónimo dirigido por Residente, que se estrenó el 16 de marzo en South by Southwest. Describe su infancia, su lucha con el trastorno por déficit de atención con hiperactividad, su época de artista joven, su ascenso con Calle 13 y por qué decidió dejar el grupo para buscar una carrera en solitario. Recibió una crítica favorable por Michael Rechtshaffen de The Hollywood Reporter. En la semana de su estreno, Residente y su banda de solista actuaron en el Latino Resist Concert en el Lago Lady Bird.

## Lista de canciones
Todas las canciones escritas y compuestas por Residente, excepto cuando se indique lo contrario. 
| N.º   | Título                                                                  | Duración |  |
| 1.    | «Intro ADN / DNA» (con Lin-Manuel Miranda)                              | 1:40     |  |
| 2.    | «Somos anormales»                                                       | 3:38     |  |
| 3.    | «Interludio Entre Montañas Siberianas»                                  | 2:22     |  |
| 4.    | «Una Leyenda China»                                                     | 4:29     |  |
| 5.    | «Interludio Haruna Fati»                                                | 0:40     |  |
| 6.    | «Dagombas En Tamale»                                                    | 3:55     |  |
| 7.    | «Desencuentro» (con Soko; escrita por René Pérez, Francis Pérez y SoKo) | 4:44     |  |
| 8.    | «Guerra»                                                                | 5:34     |  |
| 9.    | «Apocalíptico»                                                          | 6:12     |  |
| 10.   | «La sombra» (con Bombino)                                               | 4:04     |  |
| 11.   | «Milo»                                                                  | 6:03     |  |
| 12.   | «El Futuro Es Nuestro» (con Goran Bregovic)                             | 4:26     |  |
| 13.   | «Hijos del cañaveral»                                                   | 6:22     |  |
| 54:09 |                                                                         |          |  |

## Artistas participantes
- Residente — voces, productor, escritor
- SoKo — voces en «Desencuentro»
- ILE — voces en «Hijos del Cañaveral»
- Bombino — guitarra en «La Sombra»
- Goran Bregović — guitarra en «El Futuro es Nuestro»
- Omar Rodríguez-López — guitarra eléctrica
- Jeff Trooko — Productor, Beatmaker, Compositor
- Tom Elmhirst — mezcla de audio
- Lin-Manuel Miranda — Voces
- Igor Koshkendey — Voces, Escritor «Somos Anormales»
- Ted Jensen — Masterización
- Francisco "Cholo Rosario" — Voces «Hijos Del Cañaveral»